# Донецкий экономический район

Донецкий экономический район на карте Украины

Донецкий экономический район (укр. Донецький економічний район) — один из девяти экономических районов Украины, расположенный в границах Донецкой и Луганской областей. До начала российско-украинской войны в 2014 году являлся одним из самых экономически развитых регионов Украины.

## Специализация
Основные межотраслевые комплексы: энергетический, металлургический, машиностроительный, химико-индустриальный. Преобладал пригородный тип сельского хозяйства. Хорошо развиты транспортный и рекреационный комплексы.

## Угледобыча
Экономическое развитие региона связано с открытием угля в 1721 году Никитой Вепрейским, который представлял в Бахмутской округе гражданскую власть, и Семёном Чирковым, командиром сторожевого батальона Бахмутской крепости.
На территории региона функционируют следующие 24 угольные государственные холдинговые компании (ГХК):
1. Антрацит
2. Артёмуголь
3. Добропольеуголь
4. Донбассантрацит
5. Донбассуглеобогащение
6. Донецкуголь
7. Донуголь
8. Красноармейскуголь
9. Краснодонуголь
10. Лисичанскуголь
11. Луганскуголь
12. Макеевуголь
13. Октябрьуголь
14. Орджоникидзеуголь
15. Павлоградуголь
16. Первомайскуголь
17. Ровенькиантрацит
18. Свердловантрацит
19. Селидовуголь
20. Снежноеантрацит
21. Стахановуголь
22. Торезантрацит
23. Торецкуголь
24. Шахтёрскантрацит

Кроме того, в структуру ГХК не входят следующие 20 самостоятельных шахт и шахтоуправлений:
1. Шахта № 17-17бис
2. Шахта № 4-21 (бывшая шахта «Петровская»)
3. Шахта № 71 «Индустрия»
4. Шахта «Бутовка-Донецкая»
5. Шахта «Капитальная» (город Донецк)
6. Шахта «Комсомолец Донбасса»
7. Шахта «Красноармейская-Западная»
8. Шахта «Краснодарская-Южная» (город Краснодон)
9. Шахта «Краснолиманская»
10. Шахта «Мария-Глубокая» (бывшая шахта «Менжинская»)
11. Шахта «Матросская» (город Лисичанск)
12. Шахта «Новодзержинская»
13. Шахта «Октябрьская» (город Донецк)
14. Шахта «Рассыпнянская» (пгт Рассыпное город Торез)
15. Шахта «Южнодонбасская № 1»
16. Шахта «Южнодонбасская № 3»
17. Шахта имени Гаевого
18. Шахта имени Засядько
19. Шахта имени Поченкова (город Макеевка)
20. Шахтоуправление «Кировское»

## Промышленность
В структуре топливной промышленности преобладает угольная — коксующийся уголь добывают в Донецкой области, энергетический — в Луганской области. Поэтому в электроэнергетике преобладают ТЭС: Углегорская, Луганская, Кураховская, Славянская, Старобешевская, Зуевская, Мироновская.

### Металлургия
Основой для развития чёрной металлургии служит мощная коксохимическая промышленность. Металлургические предприятия находятся в Донецке, Мариуполе, Енакиеве, Макеевке, Алчевске. Цветная металлургия представлена производством цинка (Константиновка), ртути (Никитовка), медного и латунного проката (Бахмут).

### Химическая промышленность
В регионе Донбасс сформировался мощный химико-индустриальный комплекс. К нему относятся предприятия по производству азотных (Северодонецк, Горловка) и фосфатных удобрений (Константиновка), соды (Лисичанск, Славянск), продукции химии органического синтеза (Северодонецк, Донецк, Лисичанск, Стаханов, Рубежное). Наиболее крупными предприятиями химической отрасли региона являются ЗАО «Северодонецкое объединение „Азот“», Горловский ПАО «Концерн Стирол», Лисичанский нефтеперерабатывающий завод.

### Машиностроение
Центром машиностроения в Донбассе является Мариуполь. Также развито тяжёлое машиностроение. Центрами производства горно-шахтного оборудования являются Донецк, Луганск, Горловка, Ясиноватая; подъёмно-транспортного — Краматорск, вагоностроение и цистерностроение, а также металлургического и горнорудного оборудования, подъемно-транспортных машин — Мариуполь (Азовмаш).
Тепловозы производят в Луганске, железнодорожные вагоны — в Стаханове.
Центрами сельскохозяйственного машиностроения являются Луганск, Первомайск.
Центром приборостроения является Северодонецк.

### Промышленность строительных материалов
На местном сырье развита промышленность строительных материалов. Из её отраслей международное значение имеет производство цемента (Бахмут, Северодонецк, Амвросиевка, Краматорск, Енакиево), а также стекла (Северодонецк, Лисичанск, Константиновка, Краматорск).

### Лёгкая промышленность
Основными центрами лёгкой промышленности являются Донецк, Луганск, Константиновка.

## Агропромышленный комплекс
В районе сформировался мощный агропромышленный комплекс, 80 % сельскохозяйственных угодий представляют пахотные земли.

### Сельское хозяйство
Преобладает пригородный тип сельскохозяйственного производства. Животноводство имеет молочно-мясное направление, растениеводство специализируется на выращивании зерна, подсолнечника.

### Пищевая промышленность
Основными отраслями пищевой промышленности являются мукомольно-крупяная, мясная, молочная, пивоваренная, винодельческая, хлебопекарная, кондитерская. Соляная отрасль обеспечивает 75 % добычи поваренной соли на Украине.

## Транспорт
В транспортном комплексе района преобладают перевозки по железным дорогам и автомобильным путям. Значительного развития достигли также морской, трубопроводный и воздушный транспорт.

## Рекреация
Межрайонное значение имеет рекреационный комплекс. Основной центр — Славянск.

## Экспорт
В структуре экспорта в районе преобладают уголь, каменноугольный кокс, электроэнергия, подъёмно-транспортное оборудование, тепловозы, вагоны, минеральные удобрения, сода, соль и прочее.

## Импорт
Основными статьями импорта являются железная и марганцевая руды, нефть, природный газ, оборудование, продукция деревообрабатывающей, лёгкой и пищевой промышленности.